# 都匀市
都匀市位于中国贵州省南部，是黔南布依族苗族自治州的首府。距离贵州省省会贵阳146公里。都匀市总面积2274平方公里，总人口为50万，有布依族、苗族、水族、瑶等33个少数民族，占总人口的67.08%。市辖1个省级经济开发区、5个办事处、4个镇、1个水族自治乡。2013年，包含都匀经济开发区和市区的城市建成区总面积为46平方公里，市区人口32万（含流动人口）。2001年曾入选中国优秀旅游城市。

## 历史
都匀，贵州南部政治、经济、文化的中心。都匀历史悠久，春秋时期属于牂牁古国；战国及秦、汉时期，分别属夜郎古国所辖的且兰国和毋敛国；西汉元鼎六年（公元前111年）设牂牁郡，都匀属之；唐贞观三年（公元629年）设置应州（羁縻州），都匀属之。
都匀原名都云，因城东一公里处有一个仙气氤氲的都云洞而得名。明朝洪武二十三年（1390年），平羌将军何福镇压都云苗民起义后，上奏朝廷，认为“云之为物，变化莫测”，应改为“匀”，取“均匀”之意，皇帝批准，改为都匀。洪武二十八年（1395年）设置都匀卫；弘治七年（1494年）改设都匀府。
元世祖至元二十一年（公元1284年），都云设置军民长官司；明洪武十九年（公元1386年）至二十八年（公元1395年），都云分别设置长官司、安抚司以及都匀卫；明弘治七年（公元1494年），改设都匀府；清朝康熙十一年（1672年）改都匀卫为都匀县，隶属都匀府。民国三年（1914年）改都匀府为都匀县；民国九年（公元1920年），都匀直属贵州省长公署。
1956年建立黔南布依族苗族自治州，都匀成为黔南州首府；1958年改设都匀市（县级市）。

## 地理
都匀境内北部多山地，中南部有狭长的河谷盆地，属于喀斯特地貌，颇多暗河洞穴。都匀城区位于剑江之畔，城市沿河展开，有文峰塔、百子桥等景点。市区西北的斗篷山，是苗岭中段的一座山峰，山上有大片原始森林。

## 行政区划
都匀市下辖5个街道办事处、4个镇、1个民族乡：
广惠街道、文峰街道、小围寨街道、沙包堡街道、绿茵湖街道、墨冲镇、平浪镇、毛尖镇、匀东镇和归兰水族乡。

## 经济
都匀的工业以化工、电子、纺织为主。农业则以种植水稻、小麦、玉米为主。

### 特产
都勻市黔南布依族苗族自治州團山、黃河一帶盛產都匀毛尖，一說為中国十大名茶之一（1982年全國評獎）。明代久為貢品，民國四年（1915）獲巴拿馬萬國博覽會金獎。

## 交通

### 公路
都匀过境公路有： 210国道、 321国道、 356国道、贵新高速公路
- 都匀市有两个汽车客运站。其中北站平桥客车站：主要营运车辆为大巴，有跨省班车。南站薛家堡客车站：主要营运车辆为中巴，以跨县班车为主。
- 都匀市内仅有一家国营公共交通公司,公交线路有20余条，其中：1路、8路、10路采用无人售票。市内乘车统一票价为1.00元人民币，办理乘车卡后单次票价为0.80元人民币。

### 铁路
- 黔桂铁路过境都匀站，都匀新火车站于2008年年底完工，北京时间2008年12月31日18:00起用，位于市中心的旧火车站随即停用。
- 贵广铁路过境都匀东站，2014年12月26日已经开通。

## 文化

### 小吃
- 米豆腐
- 丝娃娃 传自贵阳

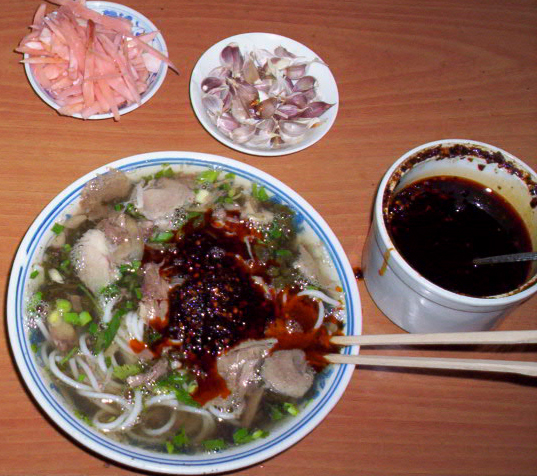
都匀小吃

- 冲冲糕 一种把籼米和糯米面放入圆形小蒸子，并用高温蒸熟的糯食。吃时一般要沾一点黄豆面和白糖。
- 酸汤鱼
- 米粉

### 语言
都匀人讲一种明显有别于贵州其它地区方言和普通话的都匀话,这种方言的产生是当地各民族长期相处融合的结果。
- 都匀话一些独特词汇(括号内为解释)：乡英（便宜）、哈把朗（全部）、毛辣果（西红柿）、唠七(惹事)、克（去）、布（看）、一扑爬（跌倒）、檌（zui4，夹壳的样子）

### 宗教
都匀人主要信奉的宗教有：基督教、佛教、天主教、伊斯兰教。
- 寺庙：在都匀西山有座寺庙，名为“九龙寺”。
- 教堂：在都匀市广惠路有座基督教堂。
- 清真寺：在都匀市绿茵路有座清真寺。

## 教育

### 大学
- 黔南民族师范学院
- 黔南民族职业技术学院
- 黔南幼儿高等职业技术学校

### 中学
- 都匀一中 省重点
- 都匀二中（黔南田家炳中学） 省重点 贵州省示范性高中
- 都匀三中 市重点
- 都匀四中 市重点
- 都匀五中
- 都匀六中
- 都匀栗木中学
- 都匀民族中学

## 医疗
- 黔南州人民医院
- 都匀市人民医院
- 黔南州中医院
- 贵阳医学院第三附属医院（都匀414医院）

## 旅游
国家重点风景名胜区：斗篷山